# RECYCLE Greatest Hits of SPITZ
『RECYCLE Greatest Hits of SPITZ』（リサイクル グレイティスト ヒッツ オブ スピッツ）は、日本のロックバンド・スピッツの事実上初となる非公式ベスト・アルバム。1999年12月15日にポリドールより発売。初回盤は紙ジャケット仕様。

## 概要
累計で約220万枚を売り上げ、スピッツ史上最高売り上げを記録。発売以降、毎年10万枚以上が出荷され、2000年3月2日には出荷枚数が200万枚を突破し、発売から5年3か月後の2005年3月7日付にはオリコンチャート上の累計売上が200万枚を突破。2012年に『ザ・ビートルズ1』に塗り替えられるまで、オリコン史上200万枚突破までの期間が最も長いアルバムとなった。
2014年ブックオフオンラインの売り上げランキング第3位にランクイン。なお2013年は第10位。
2017年9月時点でTSUTAYAにおいて累計233万回以上がレンタルされ、同時点でTSUTAYAにおけるベスト盤のレンタル回数では歴代12位である。

### リリースの経緯・動向
ベスト・アルバムのリリース自体はレコード会社が決定し、メンバー及び事務所の許可を得ないままの強行リリースとなった。「ベストアルバムは解散するまで出したくない」と考えてきたメンバーは、本アルバムを事務所運営の公式サイトのディスコグラフィーには掲載せず、この公式サイトやファンクラブ会報に、自分たちの意図ではないことの訴えと、ファンへの詫び状を掲載するという異例の事態にもなった。
「RECYCLE」（使い回し）という皮肉とも取れるタイトルは、メンバーが決定。ジャケットデザインとマスタリングも、「最低限の仁義」としてメンバー全員が立ち会って決定している。ジャケットに記載されているSPITZの文字は、鏡文字となっている。
選曲もメンバーにより行われた。当初は15曲収録予定という告知もあったが、最終的にはオリコンチャート入りを果たしたシングル13曲（「君が思い出になる前に」から「楓」まで）にとどまり初期の2年間の曲は一切収録されておらず、収録曲は全て1993年以降1998年以前の曲に統一され、当時の最新シングルである「流れ星」と「スピカ」は、同年にリリースされた『花鳥風月』に収録されたばかりということもあり、本作では除外された。また、「冷たい頬」との両A面曲である「謝々!」も収録されていない。
結果的に売れたことに対してはメンバーは否定的ではなかったが、これ以後、次々と新作を発表しているのにもかかわらず、限られた時代の作品しか入っていないこのアルバムが長期に渡って売れ続けることにジレンマを感じ、このアルバムの発売から6年3ヶ月後にメンバー公認のシングルコレクション『CYCLE HIT Spitz Complete Single Collection』のリリースを決定。これにより2006年1月末をもって、1990年代のシングル20枚と共に製造中止となった。

## 収録曲
| 全作詞・作曲: 草野正宗。 |                          |           |            |                     |      |
| #                        | タイトル                 | 作詞      | 作曲・編曲 | 編曲                | 時間 |
| 1.                       | 「君が思い出になる前に」 | 草野正宗  | 草野正宗   | 笹路正徳 & スピッツ | 5:05 |
| 2.                       | 「空も飛べるはず」       | 草野正宗  | 草野正宗   | 土方隆行 & スピッツ | 4:30 |
| 3.                       | 「青い車」               | 草野正宗  | 草野正宗   | 土方隆行 & スピッツ | 4:58 |
| 4.                       | 「スパイダー」           | 草野正宗  | 草野正宗   | 笹路正徳 & スピッツ | 3:46 |
| 5.                       | 「ロビンソン」           | 草野正宗  | 草野正宗   | 笹路正徳 & スピッツ | 4:21 |
| 6.                       | 「涙がキラリ☆」          | 草野正宗  | 草野正宗   | 笹路正徳 & スピッツ | 3:59 |
| 7.                       | 「チェリー」             | 草野正宗  | 草野正宗   | 笹路正徳 & スピッツ | 4:23 |
| 8.                       | 「渚」                   | 草野正宗  | 草野正宗   | 笹路正徳 & スピッツ | 4:42 |
| 9.                       | 「スカーレット」         | 草野正宗  | 草野正宗   | 笹路正徳 & スピッツ | 3:33 |
| 10.                      | 「夢じゃない」           | 草野正宗  | 草野正宗   | 笹路正徳 & スピッツ | 4:29 |
| 11.                      | 「運命の人」             | 草野正宗  | 草野正宗   | スピッツ & 棚谷祐一 | 5:11 |
| 12.                      | 「冷たい頬」             | 草野正宗  | 草野正宗   | スピッツ & 棚谷祐一 | 4:07 |
| 13.                      | 「楓」                   | 草野正宗  | 草野正宗   | スピッツ & 棚谷祐一 | 5:24 |
| 合計時間:                | 合計時間:                | 合計時間: | 58:28      |                     |      |

### 楽曲解説
1. 君が思い出になる前に
7thシングル。
2. 空も飛べるはず
8thシングル。シングルバージョンは初収録。
3. 青い車
9thシングル。シングルバージョンは初収録。
4. スパイダー
10thシングル。
5. ロビンソン
11thシングル。
6. 涙がキラリ☆
12thシングル。
7. チェリー
13thシングル。
8. 渚
14thシングル。シングルバージョンは初収録。
9. スカーレット
15thシングル。シングルバージョンは初収録。
10. 夢じゃない
16thシングル。シングルバージョンは初収録。
11. 運命の人
17thシングル。シングルバージョンは初収録。
12. 冷たい頬
18thシングル「冷たい頬／謝々!」の1曲目。
13. 楓
19thシングル「楓／スピカ」の1曲目。